# Искрецка река
Искрецка река е река в България, Софийска област. Протича през общините Костинброд и Своге, ляв приток на река Искър. Дължината ѝ е 22 км.
Искрецка река извира в махала „Завидовска падина“ на село Бучин проход, на 791 м н.в., в западната част на Мала планина под името Реката. Тече на изток в дълбоко всечена долина между Понор планина на север и Мала планина на юг, поради което водосборният басейн на реката е много малък. Влива се отляво в река Искър, на 457 м н.в., в чертите на град Своге.
Площта на водосборния басейн на реката е много малък, едва 57 км2, което представлява 0,7% от водосборния басейн на река Искър.
Основни притоци: Боровска река (ляв), Драгански дол (десен), Брезенска река (ляв), Сирищна река (ляв), Свидненска река (десен).
По течението на реката са разположени 4 села и 1 град:
- в Община Костинброд – Бучин проход;
- в Община Своге – Завидовци, Искрец, Свидня и град Своге.

В района на село Искрец реката приема водите на Искрецките карстови извори. Използва се за напояване.
Средногодишният речен отток на Искрецка река при град Своге е 4.00 m3/s, с ясно изразен пролетен максимум. Данните за вътрешногодишното разпределение на речния отток са за периода 1950/1951 – 1982/1983 г.
| речен отток                     | I    | II    | III   | IV    | V     | VI    | VII  | VIII | IX   | X    | XI   | XII  | средногодишен |
| ------------------------------- | ---- | ----- | ----- | ----- | ----- | ----- | ---- | ---- | ---- | ---- | ---- | ---- | ------------- |
| количество (m3/s)               | 3,29 | 5,08  | 7,16  | 8,06  | 6,87  | 4,47  | 2,27 | 1,25 | 1,66 | 1,96 | 2,51 | 3,39 | 4,00          |
| количество (% от годишния обем) | 6,90 | 10,60 | 14,90 | 16,80 | 14,30 | 19,30 | 4,70 | 2,60 | 3,50 | 4,10 | 5,20 | 7,10 | 100,0         |

## Топографска карта
- Лист от карта K-34-47. Мащаб: 1 : 100 000.